# Carlos Newton
Carlos Newton (ur. 17 sierpnia 1976 na Anguilli) – kanadyjski zawodnik mieszanych sztuk walki (MMA) w latach 1996–2010. Były mistrz UFC w wadze półśredniej z 2001 roku. Poza UFC walczył m.in. w Shooto, PRIDE FC oraz IFL.

## Krótka biografia[1]
Urodził się na Karaibach na wyspie Anguilla, lecz po niedługim czasie razem z rodzicami przeniósł się do Kanady. Uczęszczał do Westview Centennial Secondary School w Ontario. W Kanadzie miał pierwszy raz styczność ze sportami walki, szczególnie zainteresował się klasycznym jiu-jitsu oraz jego brazylijską odmianą czyli brazylijskim jiu-jitsu. Newton w ciągu kilku lat stał się najlepszym zawodnikiem bjj w Kanadzie, wygrywał m.in. 5-krotnie krajowe mistrzostwa w tej sztuce walki. Poza tym dwa razy był mistrzem Kanady w pankrationie. Jako jeden z pierwszych zawodników reprezentujących Kanadę rywalizował na prestiżowych zawodach grapplerskich ADCC i miał okazję walczyć z jednym z członków słynnej rodziny Gracie – Rodrigo Gracie.

## MMA
26 kwietnia 1996 roku w wieku niespełna 19 lat zadebiutował w walce bez żadnych reguł z cięższym o prawie 45 kg Jeanem Rivierą. W tej nierównej walce, porozbijany i zmęczony Newton poddał się dopiero w 8 minucie pojedynku. Mimo iż zdecydowanie przegrał pojedynek z Rivierą, to dzięki nieustępliwości i ogromnej woli walki zrobiło się głośno o Newtonie, co skutkowało zaproszeniem go na prestiżowe turnieje Shooto i Vale Tudo Japan do Japonii.
W 1998 roku zadebiutował w amerykańskiej organizacji Ultimate Fighting Championship biorąc udział w turnieju wagi średniej, gdzie doszedł do finału przegrywając w nim z olimpijczykiem w zapasach Danem Hendersonem. Jeszcze w tym samym roku zaliczył kolejny debiut w dużej organizacji, tym razem w japońskim PRIDE Fighting Championships, przegrywając w swojej pierwszej walce z gwiazdą japońskich sportów walki Kazushim Sakurabą.
W latach 1999–2001 walczył przeważnie w Japonii, wygrywając na galach PRIDE i Shooto z tamtejszymi japońskimi młodymi talentami. 8 kwietnia 2001 roku przegrał w Kuwejcie z Dave'em Menne. Jeszcze w tym samym roku 4 maja zdobył pas mistrzowski UFC w wadze półśredniej, odbierając go Patowi Miletichowi poprzez poddanie Amerykanina niezwykle rzadko stosowanym duszeniom tzw. "bulldog choke". Pas stracił w pierwszej obronie na rzecz Matta Hughesa, który znokautował Newtona rozbijając go o podłoże klatki. W latach 2002–2004, walczył na przemian w UFC i PRIDE wygrywając m.in. z Renzo Gracie oraz ulegając m.in. w rewanżowym starciu z Hughesem (o pas mistrzowski UFC) oraz Andersonem Silvą.
W latach 2005–2007 był związany z International Fight League jako główny trener drużyny Toronto Dragons. Stoczył tam również dwa pojedynki (oba przegrane) ze srebrnym medalistą olimpijskim w zapasach Mattem Lindlandem oraz rewanżowe z Renzo Gracie. Po prawie 11 latach, 28 marca 2009 ponownie stoczył walkę w rodzimej Kanadzie nokautując Nabila Khatiba w 1. rundzie. Kilka miesięcy później pokonał byłego mistrza WEC Shoniego Cartera na punkty. W 2010 roku stoczył swoją ostatnią zawodową walkę, przegrywając na punkty z Brianem Ebersolem w Brisbane.

## Osiągnięcia[1]
Mieszane sztuki walki:
- 1998: UFC 17 – 2. miejsce
- 2001: Mistrz UFC w wadze półśredniej (-77 kg)

Brazylijskie jiu-jitsu:
- 5-krotny mistrz Kanady

Pankration:
- 2-krotny mistrz Kanady